# جوش كودي
جوش كودي (بالإنجليزية: Josh Cody)‏ هو مدرب كرة سلة أمريكي، ولد في 11 يونيو 1892 في فرانكلين في الولايات المتحدة، وتوفي في 17 يونيو 1961.

## وصلات خارجية
- جوش كودي على موقع كلية كرة السلة في سبورتس رفرنس.كوم (الإنجليزية)
- جوش كودي على موقع قاعة تينيسي للمشاهير الرياضية (الإنجليزية)